# Espesado
El espesado es un guiso de maíz y carne típico de la gastronomía peruana y uno de los más emblemático de la costa norte peruana, concretamente de la región de Lambayeque.

## Descripción
El espesado es un plato hecho a base de un caldo de carne al que se agrega choclo triturado con culantro y cebollita china. Esta mezcla debe hervir junto a los trozos de carne con el que se hizo el caldo hasta quedar una consistencia espesa. Se añade además zapallo loche, frejol fresco o sarandajas, y yuca sancochada. Para sazonarlo se prepara un condimento picante de cebolla roja, ají amarillo y ají panca. Se suele servir con arroz amarillo o colorado y, ocasionalmente, se le añade un poco de ceviche de pescado.
Existen otras variedades de espesado que cambian la proteína principal por pescado (lo que se denomina yemeque), carne de cerdo o aves.

## Historia
El plato se remonta a la época de esplendor de la cultura Mochica. Con la conquista y colonización española se introdujeron diversos vegetales y alimentos que enriquecieron la cocina moche, como carne, cebolla, etc.

## Costumbres
Es tradición en Lambayeque consumir espesado todos los lunes.